# ムウ・ラ・フラガ
- 機動戦士ガンダムSEED DESTINY > 機動戦士ガンダムSEED DESTINYの登場人物 > ムウ・ラ・フラガ

ムウ・ラ・フラガ (Mu La Flaga；Mwu La Fllaga)は、テレビアニメ『機動戦士ガンダムSEED』に登場する架空の人物。
担当声優は子安武人。

## 人物
- 人種：ナチュラル
- 誕生日：C.E.43年11月29日
- 星座：射手座
- 血液型：O型
- 年齢：28歳→30歳→31歳
- 身長：183 cm
- 体重：77 kg→71 kg
- 階級：大尉→少佐（地球連合軍、以上ムウとして）、大佐（地球連合軍）→一佐（オーブ軍、以上ネオとして）→大佐（オーブ軍[1]→コンパス）
- 所属：地球連合軍第7機動艦隊→三隻同盟（以上ムウとして）、ファントムペイン→オーブ軍第2宇宙艦隊（以上ネオとして）→世界平和監視機構コンパス（ムウとして）
- 恋人 ：マリュー・ラミアス

地球連合軍第7機動艦隊に所属するエースパイロット。彼の家系は直感的に先を読む能力を受け継いでおり、フラガ家はその能力を用いて投資によって莫大な資産を得ていた。資産家アル・ダ・フラガの長男として上流階級の家に生まれ、何人もの執事を抱えた豪邸に住むなど物質面では不自由なく、また母親の教育方針のおかげで使用人の子供達とも分け隔てなく遊ぶなどのびのびと自由に育った。しかし両親の教育方針の違いから父親からは嫌悪され、また火災で幼くして両親と家を失う。地球軍に入隊後、MAのパイロットとしてその才能を開花させる。抜群の操縦センスを誇り、ガンバレルを使用可能とする特殊な空間認識能力を持つ数少ない1人として、MAや戦闘機でコーディネイターが搭乗するMSを多数撃破している。非常に気さくでノリの軽い性格で軍人らしからぬ一面もあるが、戦闘時には的確な判断を下し、軍人として、年長者として仲間達を先導していく。特にキラ・ヤマトに対しては良き兄貴分、また戦友として関係を深めていく。物事に囚われすぎない柔軟な思考の持ち主で、地球軍には珍しくコーディネイターに対する偏見なども持っていない。また、MAパイロットでありながら大気圏内航空機であるスカイグラスパーを乗りこなし、HDリマスター版ではキラが「使い勝手が悪い」「重量増加で機動性が損なわれる」と判断し使用しなかったマルチプルアサルトストライカーを装着したストライク（パーフェクトストライク）でMS戦闘の初陣を飾り戦果も挙げるなど、不慣れな機体や武装でも卒なく戦える器用さを持つ。「エンデュミオンの鷹」と言う異名を持つが、これは異名を貰った経緯が後ろ暗い為にあまり好んではおらず、もっぱら「不可能を可能にする男」の方を自称する。卓越した操縦技術と比べ、生身の白兵戦で行う射撃はあまり得意ではない。
ザフト軍のラウ・ル・クルーゼとは因縁の敵同士で、特殊な空間認識能力を有した者同士であり、戦場では互いの存在を感知し合っている。劇中においてクルーゼとは3度交戦している他、グリマルディ戦役時など以前にも何度か交戦している。クルーゼ隊のヘリオポリス侵攻時には、メビウス・ゼロでクルーゼのシグーと交戦するが勝敗は決まらなかった。コロニー・メンデルでの戦闘ではクルーゼのゲイツにランチャーストライクで対抗するも敗れている。第二次ヤキン・ドゥーエ攻防戦では、エールストライクに搭乗するが、圧倒的な戦闘力を誇るプロヴィデンスのドラグーン・システムによる全方位攻撃の前に防戦一方となり敗退となった。しかし、いずれの戦いでも機体性能や装備上不利である場面が多く、腕前はクルーゼと比べても決して劣っていないと思われる（ただしクルーゼは同じナチュラルでありながらムウにはできなかったコーディネイター用MSの操縦を行っている）。また、アラスカ基地内及びコロニー・メンデル内では銃撃戦を行っているが、いずれも相手を倒していない（これはそもそもクルーゼ側には最初からここで倒すつもりは無かったのだが）。
第二次ヤキン・ドゥーエ攻防戦において、アークエンジェルを庇い行方不明になる。しかし、瀕死の重傷を負いながらも辛うじて生き延び、宇宙空間を漂った後、ブルーコスモス盟主ロード・ジブリール他、地球軍関係者によって救助されている。その後、記憶操作により「ネオ・ロアノーク」としての記憶を植え付けられ、ジブリールの支配下にある部隊『ファントムペイン』の指揮官となり、エクステンデッドであるスティング・オークレー、アウル・ニーダ、ステラ・ルーシェの3人を率いることとなった。髪が伸び顔や身体にも大きな傷がいくつかついており、ネオになってからは頭部上半分を覆う漆黒の仮面と服でそれらは隠れている。制服も一般兵とは異なり黒く染められている。性格は記憶を失う前と変わっていないが、場に応じて毅然とした口調で話したり、セカンドステージシリーズ強奪などの非情な作戦であっても実行するなど、より軍人らしくなっている。
なお一部の若者キャラから「おっさん」呼ばわりされ、それに対し「おっさんじゃない！」という返しがパターン化しており、SEEDではディアッカから、SEED FREEDOMではシンからそう呼ばれ、同様の掛け合いを行っている。

## 劇中での活躍

### 機動戦士ガンダムSEED
開戦初期にメビウス・ゼロに搭乗し、月面エンデュミオン・クレーター上でのグリマルディ戦線において、ザフト軍のジン5機を撃墜する。敵軍一掃を狙う地球連合軍により暴走させられたサイクロプスからも逃れ無事生還している。通常MS1機はMA5機に相当する戦力であるとされていた事から、ムウは「エンデュミオンの鷹」の異名で呼ばれ英雄扱いされた。この裏には、地球連合軍上層部がエンデュミオン・クレーターでの惨敗を糊塗するため、彼の戦績を大々的に宣伝したという事情がある。ムウは生来特殊な空間認識能力を持っており、同じくこの能力を持つパイロット達から成るメビウス・ゼロ部隊に所属していたが、他のパイロットはグリマルディ戦線で戦死したため、劇中当初の段階ではメビウス・ゼロの有線式ガンバレルを操作可能なのはムウただ1人となっていた。
地球軍が開発したG兵器のパイロットとして着任する新兵5名を乗せた輸送艦に護衛として2人の部下と共に同乗し、ヘリオポリスを訪れていたが、クルーゼ隊の襲撃により乗艦が撃墜されてしまう。その後、G兵器とともにヘリオポリスで開発された新造艦アークエンジェルの搭乗員となる。アークエンジェルではムードメーカーとして、ストライクのパイロットとなったキラ・ヤマトの良き兄貴分となった。艦長としての重責がのしかかるマリュー・ラミアスに対しては、何かと彼女の相談に乗りアドバイスを与えていた。マリューとは後に恋仲になる。パイロットとしてはナチュラルの中でトップクラスの能力の持ち主であり、メビウス・ゼロでディアッカ・エルスマンのバスターと互角に渡り合った。
地球降下後は、ランチャーストライカー装備のスカイグラスパーに搭乗する。アフリカの砂漠でバルトフェルド隊、アデン湾・インド洋上でのモラシム隊、オーブ近海でのザラ隊との戦闘を経て、オーブ出航後のマーシャル諸島におけるザラ隊との交戦では、搭乗機が被弾しながらもバスターを中破させた。
アークエンジェルがアラスカ基地に到着後、「エンデュミオンの鷹」の名声を利用せんとする軍の思惑により、士官学校教官職への転属命令を受ける。同様に転属命令を受けたナタル・バジルール、フレイ・アルスターと共に艦を降りるが、時を同じくしてザフト軍のオペレーション・スピットブレイク（アラスカ基地攻略戦）が開始され、基地内に潜入していたラウ・ル・クルーゼを感知し探し出す。クルーゼの言動やもぬけの殻となっていた司令室、さらに地下深くに設置されたサイクロプスの存在から地球連合軍の企てを看破し、アークエンジェルのクルーにその事実を伝えるために舞い戻った。
アークエンジェルと共に地球軍を脱走しオーブに身を寄せた後は、マーシャル諸島での戦いで中破した後オーブ軍に回収、モルゲンレーテ社にて修復され、新たにナチュラル用のOSが搭載されたストライクのパイロットとなる。その後、連合によるオーブ解放作戦ではエールストライク（HD版ではマルチプルアサルトストライカーを装着）で出撃。これがMSによる初陣となる。その後アークエンジェルはクサナギと共にオーブから宇宙へ脱出後、コロニー・メンデルでラクス・クラインを擁するザフト側の戦艦エターナルと合流する。メンデル宙域においてドミニオンの襲撃を受けた際、メンデルの反対側の様子を探るためディアッカのバスターと共にランチャーストライクで出撃。エターナルを追撃して来たクルーゼのゲイツとメンデル内部で交戦するも、分が悪い接近戦に持ち込まれて苦戦を強いられ、ストライクは中破し自身も負傷する。ストライクから降りクルーゼを追った際には、彼の出生の秘密を聞かされ驚愕する。
第二次ヤキン・ドゥーエ攻防戦ではエールストライクで出撃。クルーゼのプロヴィデンスと交戦し、ドラグーン・システム核動力等、機体性能の格差によって一方的に攻撃を受け機体は中破する。アークエンジェルへの帰投間際、ドミニオンよりアークエンジェルの艦橋に向けて発射されたローエングリンを、仲間を、そして恋人のマリューを守るためストライクのシールドで受け止めた結果、ストライクは爆散しMIA（戦闘中行方不明）となった。

### 機動戦士ガンダムSEED DESTINY
仮面をつけた謎の連合兵、ネオ・ロアノークとして登場。ロゴスの支配下にある地球連合軍第81独立機動群『ファントムペイン』により新たな人格を植え付けられる。部隊を率いてアーモリーワンを襲撃し、ザフト軍のセカンドステージシリーズMS、カオス、ガイア、アビスを強奪する。アーモリーワンから母艦ガーティ・ルーで離脱する際には、MAエグザスで出撃し、敵を陽動しつつ追撃して来るザフト軍MSを数機撃墜した。デブリ帯において、ガーティ・ルーを追撃してきたミネルバを翻弄して小惑星の中に閉じ込めるが脱出され、艦が損傷し撤退した。
ユニウスセブン落下事件後、ミネルバ討伐の任を受けて地球に降下し、MSウィンダムの専用仕様に搭乗する。インド洋での戦闘ではMSの大部隊を指揮し、シンのインパルスと戦闘になるが、アスランのセイバーに牽制され、撃墜には及ばなかった。
その後、オーブ軍（特にユウナ・ロマ・セイラン）を煽動しミネルバを追い詰めるも、突如現れたアークエンジェル、キラのフリーダム、そしてオーブ代表首長カガリ・ユラ・アスハにより戦場は混乱し、ミネルバを討つには至らなかった。この後、ステラを死なせたくないと願ったシンと相対し、ステラの返還を受けた。しかし、度重なる任務失敗によりロード・ジブリールから与えられた次の命令は、ザフト軍との直接戦闘の指揮ではなく、ザフトに友好的な地球連合勢力圏であるベルリン市街に対するステラを搭乗させたデストロイによる攻撃であった。デストロイの護衛として出撃するが、デストロイを止めに来たフリーダムに撃破され不時着し、コクピットから放り出されて気絶した。
この時に仮面が外れ、その素顔を目撃したマリュー達の意向でアークエンジェルに収容される。検査の結果、パーソナルデータがムウのものと100%一致したため、アークエンジェルクルーは彼をムウ本人と認識したものの、彼本人は全く身に覚えがない上、捕虜として拘束された揚句、クルー達からは本来大佐なのにかつてのムウの呼び名だった「少佐」と呼ばれ、度々愚痴をこぼしていた。
アークエンジェルのオペレーション・フューリーへの介入直前、マリューにスカイグラスパーを与えられ解放される。しかし別れるときに涙を流した彼女のことが気になり、「ミネルバが嫌いだから」と理由をつけて助太刀に現れる。ミネルバにミサイルを当てるなどして支援するも、自身も被弾し、再びアークエンジェルへと着艦した（このとき一瞬だが、アラスカでアークエンジェルに緊急着艦した記憶がフラッシュバックしている）。戦闘終了後、自分が誰なのかを知るため、そして自分の身体と、言葉で表現できない何かで覚えているマリューのため、アークエンジェルに残って戦うことを選んだ。アークエンジェルが正式にオーブ軍に編入されてからは一佐に任官され、オーブに残るカガリからアカツキを託された。
生年月日に至っては、本来のムウより1年ほども遡らせたネオとしての記憶を植え付けられていることが、本人の口から語られている。
メサイア攻防戦においては、シラヌイパックに換装したアカツキで出撃し、アークエンジェルとエターナルをミネルバを中心とするザフト軍の攻撃から守った。ミネルバがアークエンジェルに向けて放ったタンホイザーをアカツキのシールドで受け止めた際、失われていた「ムウ・ラ・フラガ」としての記憶が（ドミニオンのローエングリンをストライクで受け止めた記憶をたどって）完全に蘇った。その後、アスランのインフィニットジャスティスと共にレクイエムを破壊しメサイアの陥落を見届けた後、マリューのいるアークエンジェルにムウとして戻って行った。『スペシャルエディション 完結編「自由の代償」』では、終戦後にマリューやバルトフェルドと共に地球で暮らす姿が描かれた。
「機動戦士ガンダムSEED DESTINY HDリマスター Blu-ray BOX3」初回限定版に、特典として封入された両澤千晶書き下ろしの新作ドラマCD「OMAKE quarters Vol.3」では、二次大戦の停戦後に「現在進められてる新たな安全保障の枠組み」の交流出向プログラムに志願し、ザフトからオーブ軍に交流出向することになったシンとルナマリアの2人を預かっているほか、戦後も感情的なしこりが残るシンとアスランの仲立ちをするために飲みニケーションの場を設けている。

### 機動戦士ガンダムSEED FREEDOM
メサイア攻防戦後のC.E.75年、新設された世界平和監視機構『コンパス』に所属し、総裁であるラクスやキラ達仲間とともに紛争解決に尽力する。本作でも引き続き大佐の階級にあり、ムラサメ改のパイロットとしてアークエンジェルに所属している。キラ達地球軍時代からの仲間や、かつてネオとして敵対したシン・アスカ達を年長者として面倒を見ている。
ユーラシア連邦からの独立国であるファウンデーション王国の依頼を受けてブルーコスモスゲリラの鎮圧作戦に参加するが、友軍であるはずの女王親衛隊ブラックナイトスコード（ブラックナイツ）に洗脳されてユーラシア国境内に侵入するという禁を犯したキラが反逆者の汚名を着せられ、その現場を目の当たりにしたシンやアークエンジェル隊もろとも口封じとして抹殺されかける。自身のムラサメ改もブラックナイツの攻撃で損傷するが、沈みゆくアークエンジェルの甲板に残されたマリューを救出し、シュラの操作で発射されたユーラシア軍基地内の戦術核ミサイルが着弾する前にオーブへと脱出する。
潜伏先であるアカツキ島でアスランからファウンデーションの経歴と目的を知らされた後、1年前に搭乗したアカツキを再度受領し、戦いを生き残ったもう1隻の「コンパス」母艦「ミレニアム」に乗って宇宙にいるファウンデーション軍との決戦に挑む。仲間たちがラクス救出やファウンデーション軍艦隊と交戦している間に、ミラージュコロイド展開状態でレクイエム本体と第一中継ステーションの中間ポイントへと近づき、新武装の「A-GXQ754/V2 ゼウスシルエット」の大型砲を用いて第一中継ステーションを発射直前で破壊しつつ、ヤタノカガミの特性を生かしてレクイエム本体のビームを跳ね返し、その余波でレクイエムを一時的に機能不全にさせることに成功する。ファウンデーション軍やザフト反乱軍と交戦後、合流したシンのデスティニーSpec IIにゼウスシルエットとレクイエム破壊を託す。戦闘終結後、マリューが待つミレニアムに帰還し、彼女と熱い抱擁と口づけを交わす。

## 搭乗機
おもな搭乗機
- TS-MA2mod.00 メビウス・ゼロ
- FX-550 スカイグラスパー
- GAT-X105 ストライクガンダム
- TS-MA4F エグザス
- GAT-04 ウィンダム（ネオ・ロアノーク専用機）
- ORB-01 アカツキ
- STTS/F-400 ムラサメ改

そのほかの搭乗機
- F-7D スピアヘッド

## 評価
『愛と戦いのロボット 完全保存版』で発表されたアンケート「みんなで選ぶロボットアニメーションベスト100」では、「一番カッコイイヒーローは？」で第44位にランクインした。